# نشان ملی اکوادور
نشان ملی اکوادور (به اسپانیایی: Escudo de armas del Ecuador) به شکل فعلی آن در سال ۱۹۰۰ بر پایه نسخه قدیمی ۱۸۴۵ تصویب شد.

## توضیحات رسمی
قوانین اکوادور نشان را به شرح زیر توصیف می‌کند:
نشان اکوادور باید یک سپر بیضی شکل باشد که در داخل، در قسمت بالایی خورشید و بخشی از منطقةالبروج که در آن نشانه‌های مربوط به ماه‌های به یاد ماندنی مارس، آوریل، مه و ژوئن باشد. در قسمت پایین، سمت راست، کوه تاریخی چیمبورازو و رودخانه، و یک کشتی بخار که برای دکلش یک عصای چاوش که به عنوان نماد دریانوردی و تجارت است. سپر باید بر روی دسته‌ای از تیرها قرار گیرد که نمادی از عزت جمهوری است. بیضی از بیرون توسط پرچم‌های ملی و شاخه‌های نخل و لور احاطه می‌شود و رخ‌کرکس آند با بال‌های گشوده‌شده بر روی آن قرار می‌گیرد.

## تاریخ
این سپر پس از پیروزی انقلاب لیبرال ۱۸۴۵ معرفی شد، اما پس از آن پرچم‌های سفید-آبی-سفید در کنار آن قرار گرفت. که سپس در معرفی مجدد پرچم‌های سه رنگ جایگزین شدند. نشان رسمی به شکل کنونی در ۳۱ اکتبر ۱۹۰۰ توسط کنگره تصویب شد.
|                       |                   |              |           |           |           |           |           |            |
| دوره استعماری اکوادور | استان آزاد گوایاس | کلمبیای بزرگ | اکوادور   | اکوادور   | اکوادور   | اکوادور   | اکوادور   | اکوادور    |
| ۱۸۲۰–۱۵۳۴             | ۱۸۲۰              | ۱۸۲۱–۱۸۳۰    | ۱۸۳۰–۱۸۳۵ | ۱۸۳۵–۱۸۴۳ | ۱۸۴۳–۱۸۴۵ | ۱۸۴۵–۱۸۶۰ | ۱۸۶۰–۱۹۰۰ | ۱۹۰۰–اکنون |